# EMD SW
EMD SW é uma família de locomotivas de manobra produzidas pela Electro-Motive Diesel, com sua produção se iniciando em 1935 e sendo encerrada em 1960, sendo utilizadas também no Brasil.

## SW1200
A EMD SW1200 é uma locomotiva diesel-elétrica construída pela General Motors Electro-Motive Division  A unidade é equpiada por um motor primário EMD 12-567C, produzindo 1200hp (890 kW).
Foram Fabricadas pela EMD Norte Americana: (Ver detalhes na Tabela)
- 737 para as ferrovias Norte Americanas
- 287 para as ferrovias Canadenses
- 4 para ferrovia Brasileira (Estrada de Ferro Amapá)

## Estrada de Ferro Amapá
As quatro unidades nacionais foram destinadas a Estrada de Ferro Amapá, em bitola standard (1435mm) e truques AAR. Sendo as três primeiras entregues em Janeiro de 1954 e a quarta em maio de 1966. Foram numeradas de #1 a 4, sendo entregues com uma pintura Amarela e Vermelha.
Fabricio Saldanha da Silva

## SW1500 no Brasil
Para o Brasil apenas uma unidade foi comprada, pela Estrada de Ferro Amapá em Outubro de1971. Sua fabricação foi feita em La Grange, Illinois na planta americana da EMD, chegando ainda nesse mesmo ano ao Brasil. Possui número de fabricação #38826 e foi numerada pela E.F.Amapá como #5.

## Situação Atual

### Estrada de Ferro Amapá
Com o fim do minério de manganês Serra do Navio a ferrovia foi devolvida ao estado do Amapá, que a operou até 2007. Em 2007 o empresário Eike Batista através da MMX comprou a concessão da E.F.Amapá. Hoje essas maquinas pertencem ao estado do Amapá, e estão sendo operadas por uma concessão a MMX. Recentemente com a compra de sete GE C30-7 de segunda mão do México, essas maquinas (SW1200 e SW1500) passaram a ter menor importância para a E.F.Amapá, entretanto, foram as principais e únicas locomotivas daquela ferrovia por décadas.

### Mundo
A maioria das SW 1200 e SW1500 já foram aposentadas e cortadas ou preservadas em museus pelo mundo. Foram substituídas pelas EMD MP15 ou mesmo deixaram de existir sem substitutas, em ferrovias que com o uso de Hump Yard's cortaram significativamente a demanda por manobras.

## Compradores Originais

### Unidades construídas pelaElectro-Motive Division,EUA
| Ferrovia                                                             | Quantidade | Números na via                             | Notas                                      |
| -------------------------------------------------------------------- | ---------- | ------------------------------------------ | ------------------------------------------ |
| Aliquippa and Southern Railroad                                      | 13         | 1201–1213                                  |                                            |
| Ashley, Drew and Northern Railway                                    | 2          | 176, 178                                   |                                            |
| Atchison, Topeka and Santa Fe Railway                                | 3          | 2439–2441                                  |                                            |
| Baltimore and Ohio Railroad                                          | 8          | 9614–9621                                  |                                            |
| Bauxite and Northern Railway                                         | 1          | 11                                         |                                            |
| Bellefonte Central Railroad                                          | 1          | 5624                                       |                                            |
| Belt Railway of Chicago                                              | 3          | 524–526                                    |                                            |
| Birmingham Southern Railroad                                         | 2          | 200–201                                    |                                            |
| Chicago and Illinois Midland Railroad                                | 6          | 18–23                                      |                                            |
| Chicago and North Western Railway                                    | 12         | 310–321                                    |                                            |
| Chicago, Burlington and Quincy Railroad                              | 22         | 9271–9292                                  |                                            |
| Chicago, Milwaukee, St. Paul and Pacific Railroad (“Milwaukee Road”) | 48         | 1637–1642, 2020–2061                       | Renumerada 600–619, 625–652 (não em ordem) |
| Chicago, Rock Island and Pacific Railroad                            | 17         | 920–936                                    |                                            |
| Chile Exploration                                                    | 25         | 911–935                                    | Chile                                      |
| Colorado and Southern Railway                                        | 5          | 156–160                                    |                                            |
| Commonwealth Edison                                                  | 1          | 16                                         |                                            |
| Conemaugh and Black Lick Railroad                                    | 2          | 120–121                                    |                                            |
| Coos Bay Lumber Company                                              | 3          | 1201–1203                                  |                                            |
| Cuyahoga Valley Railway                                              | 7          | 1280–1286                                  |                                            |
| Delaware, Lackawanna and Western Railroad                            | 8          | 561–568                                    | para Erie Lackawanna 456–463               |
| Denver and Rio Grande Western Railroad                               | 10         | 130–139                                    |                                            |
| De Queen and Eastern Railroad                                        | 1          | D-5                                        |                                            |
| Elgin, Joliet and Eastern Railway                                    | 8          | 300–307                                    |                                            |
| Estrada de Ferro Amapá                                               | 4          | 1-4                                        | Brasil                                     |
| Florida East Coast Railway                                           | 7          | 229–235                                    |                                            |
| Fort Worth and Denver Railway                                        | 4          | 607–610                                    |                                            |
| Grand Trunk Western Railroad                                         | 18         | 1269–1270, 1505–1508, 1511–1519, 7017–7019 |                                            |
| Great Lakes Steel                                                    | 16         | 16, 39–53                                  |                                            |
| Great Northern Railway                                               | 6          | 29–33, 100                                 |                                            |
| Houston Belt and Terminal Railway                                    | 5          | 33–37                                      |                                            |
| Illinois Terminal Railroad                                           | 12         | 775–786                                    |                                            |
| Inland Steel Company                                                 | 27         | 88–114                                     |                                            |
| Kansas City Terminal Railway                                         | 10         | 70–79                                      |                                            |
| Lake Superior Terminal and Transfer                                  | 1          | 105                                        |                                            |
| Louisville and Nashville Railroad                                    | 4          | 2297–2300                                  |                                            |
| Midland Electric Coal Company                                        | 1          | 1201                                       |                                            |
| Minneapolis, Northfield and Southern Railway                         | 6          | 30–35                                      | para Soo Line                              |
| Minneapolis, St. Paul and Sault Ste. Marie Railroad, (“Soo Line”)    | 8          | 321–328                                    |                                            |
| Soo Line (Wisconsin Central Railroad)                                | 8          | 2120–2127                                  |                                            |
| Missouri Pacific Railroad                                            | 116        | 1100–1166, 1175–1201, 1255–1259, 1263–1279 |                                            |
| Missouri Pacific (Texas and Pacific Railway)                         | 20         | 1280–1299                                  |                                            |
| Missouri-Kansas-Texas Railroad                                       | 8          | 1–6, 43–44                                 |                                            |
| New York, New Haven and Hartford Railroad                            | 20         | 640–659                                    |                                            |
| New Orleans Public Belt Railroad                                     | 2          | 71–72                                      |                                            |
| Norfolk and Portsmouth Belt Line Railroad                            | 15         | 101–115                                    |                                            |
| Northern Pacific Railway                                             | 59         | 119–177                                    |                                            |
| Oliver Iron Mining Company                                           | 9          | 940–948                                    |                                            |
| Pacific Power and Light                                              | 1          | 10                                         |                                            |
| Panama Canal Company                                                 | 3          | 661-663                                    |                                            |
| Patapsco and Back Rivers Railroad                                    | 10         | 125–134                                    |                                            |
| Pennsylvania Railroad                                                | 35         | 7900–7934                                  |                                            |
| Peoria and Pekin Union Railway                                       | 1          | 500                                        |                                            |
| Philadelphia, Bethlehem and New England Railroad                     | 5          | 39–43                                      |                                            |
| Point Comfort and Northern Railway                                   | 1          | 4                                          |                                            |
| Reading Company                                                      | 5          | 2715–2719                                  |                                            |
| Republic Steel Corporation                                           | 2          | 362, 895                                   |                                            |
| Reserve Mining Company                                               | 1          | 1212                                       |                                            |
| Richmond, Fredericksburg and Potomac Railroad                        | 5          | 81–85                                      |                                            |
| River Terminal Railway                                               | 2          | 63–64                                      |                                            |
| Rockdale, Sandow and Southern Railroad                               | 1          | 8                                          |                                            |
| Sandersville Railroad                                                | 1          | 200                                        |                                            |
| Simpson Logging Company                                              | 2          | 1200–1201                                  |                                            |
| Southern Pacific Transportation Company                              | 27         | 1597–1623                                  |                                            |
| Southern Pacific (Texas and New Orleans Railroad)                    | 12         | 113–118, 123–128                           |                                            |
| St. Louis Southwestern Railway (“Cotton Belt”)                       | 17         | 1062–1073, 2289–2293                       |                                            |
| Steelton and Highspire Railroad                                      | 1          | 44                                         |                                            |
| Terminal Railroad Association of St. Louis                           | 25         | 1219–1243                                  |                                            |
| Tooele Valley Railway                                                | 1          | 100                                        |                                            |
| U.S. Steel                                                           | 2          | SX1–SX2                                    |                                            |
| Wabash Railroad                                                      | 5          | 375–379                                    |                                            |
| West Virginia Northern Railroad                                      | 1          | 52                                         |                                            |
| Weyerhaeuser Timber Company                                          | 1          | 304                                        |                                            |
| Wheeling Steel                                                       | 7          | 1250, 1254–1259                            |                                            |
| Woodward Iron Company                                                | 1          | 52                                         |                                            |
| Total                                                                | 769        |                                            |                                            |

### Unidades construídas pelaGeneral MotorsDiesel,Canada
| Ferrovia                                 | Quantidade | Números na via                             | Notas            |
| ---------------------------------------- | ---------- | ------------------------------------------ | ---------------- |
| Canadian Forest Products                 | 3          | 301–303                                    |                  |
| Canadian National Railway                | 208        | 1227–1268, 1271–1397, 1575–1597, 7020–7035 |                  |
| Canadian Pacific Railway                 | 72         | 8100–8171                                  |                  |
| Dominion Foundries and Steel (“Dofasco”) | 1          | 14                                         |                  |
| Essex Terminal Railway                   | 1          | 105                                        |                  |
| Quebec Iron and Titanium                 | 1          | 5                                          | Romaine River Ry |
| Roberval and Saguenay Railway            | 1          | 23                                         |                  |
| Total                                    | 287        |                                            |                  |